# Lê Hồng Anh
Lê Hồng Anh (sinh năm 1949) là một chính khách Việt Nam. Ông nguyên là Ủy viên Bộ Chính trị, nguyên Thường trực Ban Bí thư Trung ương Đảng Cộng sản Việt Nam; nguyên Chủ nhiệm Uỷ ban Kiểm tra Trung ương Đảng Cộng sản Việt Nam; nguyên Bí thư Đảng ủy Công an Trung ương, nguyên Bộ trưởng Bộ Công an. Ông được phong thẳng hàm Đại tướng Công an nhân dân Việt Nam ngày 9 tháng 1 năm 2005. Ông cũng là Đại biểu Quốc hội khóa XI, XII, XIII.
Ông còn được gọi thân mật là Út Anh theo thông lệ của miền Nam, sinh ngày 12 tháng 11 năm 1949, tại xã Vĩnh Bình Bắc, huyện Vĩnh Thuận, tỉnh Kiên Giang. Ông có bằng cử nhân Luật và cử nhân Chính trị. Ông gia nhập Đảng Nhân dân Cách mạng Việt Nam ngày 2 tháng 3 năm 1969.

## Sự nghiệp
Năm 1960: Tham gia hoạt động cách mạng. 

### Tỉnh Kiên Giang
1960-1968: Là cán bộ xã Đoàn xã Vĩnh Bình Bắc, huyện Vĩnh Thuận, tỉnh Kiên Giang.
1969-1977: Là cán bộ tỉnh Đoàn, rồi Ủy viên Ban Chấp hành, Ủy viên Ban Thường vụ tỉnh Đoàn, Thị ủy viên-Bí thư Đoàn thanh niên Rạch Giá, Phó Bí thư tỉnh Đoàn Kiên Giang.
1978-1980: Học và tốt nghiệp Trường Nguyễn Ái Quốc Trung ương (nay là Học viện Chính trị Quốc gia Hồ Chí Minh).
1981: Là Ủy viên Ban Chấp hành Đảng bộ tỉnh (khoá II), Bí thư Tỉnh Đoàn, rồi Phó ban Tổ chức Tỉnh ủy Kiên Giang.
1986 - 1991: Giữ các chức vụ: Ủy viên Ban Thường vụ Tỉnh ủy, Chủ nhiệm Ủy ban Kiểm tra, Trưởng ban Tổ chức Tỉnh ủy, Bí thư Huyện ủy Châu Thành (Kiên Giang), rồi Phó Bí thư Thường trực Tỉnh ủy Kiên Giang.
Tháng 6/1996: Tại Đại hội Đại biểu toàn quốc lần thứ VIII của Đảng, được bầu là Ủy viên Ban Chấp hành Trung ương Đảng, Bí thư Tỉnh ủy Kiên Giang.

### Ủy ban Kiểm tra Trung ương
Từ tháng 6/1997: Phó Chủ nhiệm Ủy ban Kiểm tra Trung ương.
Tháng 4/2001: Tại Đại hội Đại biểu toàn quốc lần thứ IX của Đảng, được bầu vào Ban Chấp hành Trung ương Đảng, được Ban Chấp hành Trung ương bầu vào Bộ Chính trị, phân công giữ chức Bí thư Trung ương Đảng, Chủ nhiệm Ủy ban Kiểm tra Trung ương. Đại biểu Quốc hội khóa XI.

### Bộ trưởng Bộ Công an (2002-2011)
Tháng 8/2002: Tại kỳ họp thứ nhất Quốc hội khóa XI, được Quốc hội phê chuẩn giữ chức Bộ trưởng Bộ Công an. Ông được xem như vị bộ trưởng bộ công an trẻ nhất sau gần 26 năm trước đó.
Tháng 1/2003: Thôi giữ chức Bí thư Trung ương, Chủ nhiệm Ủy ban Kiểm tra Trung ương.
Ngày 9 tháng 1 năm 2005: Chủ tịch nước Trần Đức Lương ký quyết định số 12 QĐ/CTN về việc phong cấp hàm Đại tướng Công an nhân dân cho ông Lê Hồng Anh, Ủy viên Bộ Chính trị, Bộ trưởng Công an. Lễ công bố được tổ chức vào ngày 10 tháng 1 năm 2005.
Tháng 4/2006: Tại Đại hội Đại biểu Đảng toàn quốc lần thứ X của Đảng, được bầu vào Ban Chấp hành Trung ương Đảng, được Ban Chấp hành Trung ương bầu vào Bộ Chính trị.
Tháng 7/2006: Được chỉ định giữ chức Bí thư Đảng ủy Công an Trung ương nhiệm kỳ 2006 - 2010.
Ngày 2/8/2007: Tại kỳ họp thứ nhất, Quốc hội khóa XII phê chuẩn bổ nhiệm tái giữ chức vụ Bộ trưởng Bộ Công an.

## Thường trực Ban Bí thư (2011-2016)
Tháng 1/2011: Tại Đại hội Đại biểu toàn quốc lần thứ XI của Đảng, được bầu vào Ban Chấp hành Trung ương Đảng, được Ban Chấp hành Trung ương bầu vào Bộ Chính trị.
Tháng 8/2011: Bộ Chính trị phân công giữ chức Thường trực Ban Bí thư Trung ương Đảng.

## Nghỉ hưu
Sau Đại hội Đảng Cộng sản Việt Nam XII (2016), ông nghỉ hưu theo chế độ.

## Phong tặng
- Huân chương Hồ Chí Minh (2025)[3]
- Huy hiệu 45 năm tuổi Đảng [4]
- Huy hiệu 55 năm tuổi Đảng
- Huân chương Quân công hạng Nhất (2011)[5]